# 圣艾蒂安平台站
圣艾蒂安平台站是法国的一个铁路车站，位于法国东南部城市圣艾蒂安。

## 站名
圣艾蒂安平台站当中的平台来源于法语单词"Terrasse"。若按照音译，圣艾蒂安平台站亦可翻译为"圣艾蒂安拉特拉斯站"。

## 位置
圣艾蒂安平台站位于圣艾蒂安市区的北部，莫雷－里昂铁路499.22公里处。车站大致呈南北走向，东西两侧均可进出车站，主站房位于车站东侧。

## 历史
圣艾蒂安平台站最早建成于1827年，是当时连接圣艾蒂安和昂德雷济约-布泰翁铁路线上的一站，后者是法国乃至欧洲最早的铁路线。后废弃，并于1888年重建。
因客流稀少，连接圣艾蒂安和克莱蒙费朗的TER列车于2016年6月1日起停运。官方最初宣称仅关闭三个月，但随后即宣布长期关闭。

## 设施
圣艾蒂安平台站设有人工售票窗口，其开放时间为每周一至五的9:35 - 12:00和14:00 - 18:15，周末及节假日均关闭。该站设有自动售票机，可出售有效期为7天的TER列车车票。
圣艾蒂安平台站南侧设有一处人行天桥，可连接车站东西两侧。

## 站台设置
| 东↑ |      |  | 主站房      |
|     | 侧式 |  |             |
| A道 |      |  | 沙托克方向→ |
| B道 |      |  | ←罗阿讷方向 |
|     | 侧式 |  |             |
| 西↓ |      |  |             |

## 停靠线路
以下列车线路在圣艾蒂安平台站停靠：
| 圣艾蒂安平台站列车线路表 |      |          |                |              |
| 线路                     | 车种 | 上一站   | 下一站         | 大致运行频率 |
| 罗阿讷—圣艾蒂安沙托克    | TER  | 布泰翁   | 圣艾蒂安沙托克 | 每天9趟左右  |
| 蒙布里松—圣艾蒂安沙托克  | TER  | 拉富尤斯 | 圣艾蒂安沙托克 | 每天9趟左右  |
| 1.                       |      |          |                |              |

## 配套交通

### 长途客车
| 停靠圣艾蒂安平台站的大巴车           |                      | |
| 上下车地点                           | 运营单位             | 主要目的地 |
| 公交La Terrasse站 圣艾蒂安平台站北侧 | 卢瓦尔省城际客运 TIL | - 103线：沃什、圣加尔米耶、沙泽勒叙里昂、夸斯河畔圣桑福里安 - 105线快车（Express）：蒙特龙莱班、弗尔 - 107线：圣瑞斯特-圣朗贝尔 - 111线：昂德雷济约-布泰翁、邦松、叙里勒孔塔勒、蒙布里松 - 120线：吕列克、福雷地区圣马塞兰、圣博内堡、阿尔宗河畔克拉波讷 |
| 公交La Terrasse站 圣艾蒂安平台站北侧 | SNCF Car TER         | - 11线：蒙布里松、利尼翁河畔博安、蒂耶尔 - 12线：弗尔 - 当某条铁路线施工或罢工时，SNCF可能也会提供途径该线路沿途站点的大巴车 |
| 1. 2. 3.                             |                      | |

### 市内交通
| 圣艾蒂安平台站附近的市内公共交通线路 |                             | |
| 公交车站名称                         | 位置                        | 停靠线路 |
| La Terrasse 圣艾蒂安-平台            | 圣艾蒂安平台站北侧大约100米 | - T1路：雅雷地区圣普列斯特-北医院 ↔ 圣艾蒂安-索洛尔 - T2路：雅雷地区圣普列斯特-北医院 / 圣艾蒂安-平台 ↔ 圣艾蒂安-沙托克 - 8路：圣艾蒂安-卡尔诺广场 ↔ 圣艾蒂安-平台 - 17路：雅雷地区圣普列斯特-西蒙·维尔高级中学 ↔ 莱特拉-拉贝特朗迪耶尔 - 25路：圣艾蒂安-平台 ↔ 圣沙蒙-火车站 - 27路：圣艾蒂安-平台 ↔ 雅雷地区拉图尔-北停车场 / -阿韦济厄 - 38路：圣艾蒂安-平台 ↔ 昂德雷济约-布泰翁-轮胎转盘 |
| 1. 2.                                |                             | |

### 社会车辆
圣艾蒂安平台站主站房门口设有社会车辆停车场。

## 临近车站
| 圣艾蒂安平台站（Gare de Saint-Étienne-La Terrasse） |                |                          |
| 上行车站                                            | 线路           | 下行车站                 |
| 拉富尤斯站 5.5km ←                                  | 莫雷－里昂铁路 | 圣艾蒂安沙托克站 → 2.9km |
| - 本表仅显示运营中的线路及车站                      |                |                          |